# Vođenica
Vođenica är en ort i Bosnien och Hercegovina.   Den ligger i entiteten Federationen Bosnien och Hercegovina, i den västra delen av landet, 190 km nordväst om huvudstaden Sarajevo. Vođenica ligger 678 meter över havet och antalet invånare är 206.
Terrängen runt Vođenica är kuperad. Runt Vođenica är det ganska tätbefolkat, med 93 invånare per kvadratkilometer.. Närmaste större samhälle är Orašac, 15,7 km väster om Vođenica. 
Omgivningarna runt Vođenica är en mosaik av jordbruksmark och naturlig växtlighet.